# Simon Tequi
Simon Augène Anselme Tequi, també conegut com a Samuel Tequi (Saint-Juéry, 10 de novembre de 1898 - Tolosa de Llenguadoc, 8 de novembre de 1979) va ser un ciclista francès que va córrer durant la dècada de 1920. En el seu palmarès destaquen 2 etapes a la Volta a Catalunya i una a la Volta al País Basc.

## Palmarès
- 1922
  - 1r al Tour de Corrèze
- 1924
  - 1r al Tour de Corrèze
  - 1r al Tour del Sud-oest
  - Vencedor d'una etapa a la Volta al País Basc
- 1925
  - 1r al Tour del Sud-oest
- 1926
  - Vencedor de 2 etapes a la Volta a Catalunya